# 분추
분추(文中, ぶんちゅう)는 일본 남북조 시대의 연호(元号) 중 하나이다. 남조에서 사용되었다.
- 전후 : 겐토쿠(建徳) 이후 - 덴주(天授) 이전.
- 시기 : 1372년 ~ 1374년
- 천황
  - 남조 : 조케이 천황
  - 북조 : 고엔유 천황
- 쇼군 : 무로마치 막부의 아시카가 요시미쓰

## 개원(改元)
- 겐토쿠 3년 4월(율리우스력 1372년), 개원.
- 분추 4년 5월 27일(율리우스력 1375년 6월 26일), 덴주로 개원된다.

## 서력과의 대조표
| 분추 | 원년     | 2년      | 3년      | 4년         |
| ---- | -------- | -------- | -------- | ----------- |
| 서력 | 1372년   | 1373년   | 1374년   | 1375년      |
| 북조 | 오안 5년 | 오안 6년 | 오안 7년 | 에이와 원년 |
| 간지 | 임자     | 계축     | 갑인     | 을묘        |

## 같이 보기
- 일본의 연호 일람

| 이전 겐토쿠 | 일본 남조의 연호 1372년 ~ 1375년 | 다음 덴주 |